# Malolos
Malolos – miasto na Filipinach w regionie Luzon Środkowy, na wyspie Luzon. Założone w 1580 roku, w czasie rewolucji filipińskiej było stolicą Filipin i siedzibą rządu Pierwszej Republiki.
W 2010 roku liczyło 234 945 mieszkańców.